# Шампиньон обыкновенный
Шампиньо́н обыкнове́нный, или печери́ца (лат. Agaricus campestris) — гриб из рода Шампиньон (Agaricus) семейства Шампиньоновые (Agaricaceae). Также известен как настоящий шампиньон. 
Научные синонимы:
- Agaricus campester L., 1753, orth. var.
- Pratella campestris (L.) Gray, 1821
- Pluteus campestris (L.) Fr., 1836
- Psalliota campestris (L.) P.Kumm., 1871
- Fungus campestris (L.) Kuntze, 1898

и др.

## Описание
Шляпка 8—15 см в диаметре, сначала полушаровидная, с глубоко загнутым внутрь краем, затем плоско-округлая и наконец распростёртая, часто с выпуклым центром, белая, иногда буроватая, сухая, шелковистая или мелкочешуйчатая.
Мякоть белая, на изломе краснеющая. По энциклопедии П. Р. Ляхова мякоть на изломе цвет не меняет, у ложного шампиньона мякоть на изломе желтеет.
Пластинки сначала белые, потом розоватые, при созревании тёмно-коричневые, с фиолетовым оттенком.
Ножка 5—9 см высоты, 1—2 см ширины, прямая, ровная или в основании расширенная и вздутая, одного цвета со шляпкой, с широким белым кольцом, чаще расположенным около середины ножки.

## Среда обитания и распространение
Растёт среди травы на богатой перегноем почве в садах, парках, на кладбищах, встречается около человеческого жилья. Часто образует ведьмины круги больших размеров.
Вид распространён на всех континентах, кроме Антарктики.
На территории России встречается повсеместно.
Сезон: с мая по октябрь. Съедобен.